# VR46 Racing Team
Het VR46 Racing Team is een Italiaans motorsportteam dat eigendom is van negenvoudig wereldkampioen wegrace Valentino Rossi. Voormalig motorcoureur Pablo Nieto is de teamchef. In 2014 debuteerde het team in de Moto3-klasse van het wereldkampioenschap wegrace, waarin het tot 2020 deelnam. Vanaf 2017 komt het team uit in de Moto2-klasse, en vanaf 2022 neemt het eveneens deel aan de MotoGP. In 2018 werd Francesco Bagnaia voor het team wereldkampioen in de Moto2, en in 2020 won VR46 het teamkampioenschap in de Moto2. In de koningsklasse MotoGP bemachtigde in het seizoen 2023 Marco Bezzecchi een respectievelijk derde plaats in het klassement en Luca Marini een achtste plaats. Deze laatst genoemde maakt een overstap naar het Honda team.

## Geschiedenis

### Moto3
Het VR46 Team werd in 2014 opgericht door Valentino Rossi en nam deel aan de Moto3 onder de naam Sky Racing Team VR46 met motoren van KTM. Het doel van het team was om jonge Italiaanse coureurs op te leiden. Dit was een reactie op de grote hoeveelheid Spaanse coureurs die sinds het begin van de 21e eeuw deelnamen aan het WK wegrace. In het eerste jaar koos het team Romano Fenati en Francesco Bagnaia als coureurs. Vittoriano Guareschi, voormalig teamgenoot van Rossi in het Italiaanse 125cc-kampioenschap, werd aangesteld als de teamchef. Fenati kende een succesvol, maar onregelmatig seizoen. Hij scoorde vier podiums in de eerste zes races, inclusief overwinningen in Argentinië en Spanje, maar stond in de resterende races nog slechts tweemaal op het podium, waaronder een zege in Aragón. Vanwege deze wisselvallige resultaten werd hij vijfde in het kampioenschap met 176 punten. Bagnaia eindigde vijfmaal in de top 10 tijdens de eerste zeven races, met een vierde plaats in Frankrijk als beste resultaat. Hierna moest hij echter een aantal races missen vanwege een blessure en wist vervolgens nog slechts tweemaal tot scoren te komen. Met 50 punten werd hij zestiende in het kampioenschap.
In 2015 werd Bagnaia vervangen door Andrea Migno. Guareschi werd als teamchef vervangen door Pablo Nieto, Alessio "Uccio" Salucci en Carlo Alberto Tebaldi. Fenati kende een constanter seizoen - hij wist in veertien van de achttien races in de top 10 te finishen - maar hij kwam niet verder dan een enkele zege in Frankrijk. Daarnaast zorgden slechte kwalificaties ervoor dat hij niet hoger kon eindigen in de races. Hij scoorde opnieuw 176 punten, maar werd ditmaal vierde in de eindstand. Migno behaalde daarentegen twee negende plaatsen in Frankrijk en Aragón en hij werd met 35 punten negentiende in de eindstand.
In 2016 bleven Fenati en Migno bij VR46 en zette het team een derde motorfiets in voor Nicolò Bulega. Fenati begon het jaar met pole positions in Qatar en Italië, een overwinning in Texas en nog een podiumfinish in Frankrijk. Tijdens het weekend in Oostenrijk werd hij echter ontslagen vanwege disciplinaire redenen. Hij werd vervangen door Lorenzo Dalla Porta, die eenmaal tot scoren kwam met een elfde plaats in Japan. Daarnaast behaalden Bulega en Migno allebei twee podiumplaatsen. Bulega werd tweede in Spanje, waar hij ook vanaf pole position startte, en werd op zijn verjaardag derde in Japan. Vanwege een teleurstellend slot van het seizoen verloor hij in de laatste race de rookietitel aan Joan Mir en werd hij zevende in de eindstand met 129 punten. Migno werd derde in zowel Assen als in de seizoensfinale in Valencia en eindigde het seizoen op de zeventiende plaats met 63 punten.
In 2017 bleven Migno en Bulega allebei aan als coureurs bij VR46. Bulega had moeite om zijn succesvolle rookieseizoen een goed vervolg te geven, wat voornamelijk kwam vanwege slechte kwalificatieresultaten en slechte starts. Zijn beste resultaat was een vierde plaats in Duitsland, hoewel hij in Japan vanaf pole position mocht vertrekken. Met 81 punten werd hij twaalfde in het klassement. Migno kende daarentegen zijn beste seizoen tot dan toe met zijn eerste Grand Prix-zege in zijn thuisrace. Met 118 punten eindigde hij het seizoen op de negende plaats.
In 2018 bleef Bulega bij het team, maar werd Migno vervangen door Dennis Foggia, die een jaar eerder al een aantal keer als wildcardcoureur deelnam voor het team. Bulega kende een slecht seizoen, waarin hij pas in de achtste race in Assen voor het eerst in de punten eindigde. Hij behaalde zijn beste resultaat in Thailand met een zevende plaats. Dit was zijn laatste race van het seizoen; hierna raakte hij geblesseerd aan zijn hand en moest hij tijdens de laatste vier races vervangen worden door Celestino Vietti. Met 18 punten eindigde hij slechts op plaats 26 in het klassement. Foggia kende een redelijk debuutseizoen, waarin hij in Thailand zijn eerste podiumplaats behaalde. Met 55 punten werd hij negentiende in het klassement. Vietti behaalde, ondanks zijn geringe ervaring, in zijn tweede race in Australië zijn eerste podiumfinish. Hij eindigde met 24 punten op plaats 25 in het klassement.
In 2019 kwam VR46 uit met Vietti en Foggia als vaste coureurs. Vietti behaalde drie podiumplaatsen in Spanje, Catalonië en Japan en stond in Thailand op het podium. Met 135 punten werd hij de beste rookie in de eindstand op de zesde plaats. Foggia behaalde een podiumplaats in Japan en werd twaalfde in de eindstand met 97 punten.
In 2020 keerde Andrea Migno terug bij VR46, waar hij de teamgenoot werd van Vietti. Migno behaalde zijn beste klassering met een vierde plaats in Spanje en werd met 60 punten vijftiende in het kampioenschap. Vietti behaalde daarentegen twee zeges in Stiermarken en Frankrijk en finishte in twee andere races op het podium. Hij werd met 146 punten vijfde in het kampioenschap. VR46 werd door deze resultaten derde in het teamkampioenschap. Na dit seizoen verliet het team echter de Moto3, aangezien er "niet genoeg Italiaans talent" aanwezig was voor het grote aantal Italiaanse Moto3-teams (waaronder Gresini, SIC58, Snipers en Max Racing). Daarnaast had VR46 ook een deal gesloten met Esponsorama Racing waarbij het een van de twee motoren van dit team in de MotoGP-klasse zou runnen, terwijl Esponsorama de plaats van VR46 in de Moto3 kon overnemen.

### Moto2
In 2017 debuteerde VR46 in de Moto2-klasse van het WK wegrace met motoren van Kalex. Francesco Bagnaia en Stefano Manzi vormden het coureursduo van het team. Al in zijn vierde Moto2-race in Spanje behaalde Bagnaia zijn eerste podium in de klasse, dat hij direct opvolgde met nog een podium in Frankrijk. Later in het seizoen stond hij ook in Duitsland en San Marino op het podium. Hij werd vijfde in het klassement met 174 punten en was de beste rookie van het seizoen. Manzi kende een minder seizoen, waarin een zevende plaats in Groot-Brittannië zijn beste resultaat was. Met 14 punten eindigde hij op plaats 25 in het klassement.
In 2018 bleef Bagnaia aan bij VR46, maar werd Manzi vervangen door Luca Marini, de halfbroer van Rossi. Bagnaia kende een zeer succesvol seizoen met overwinningen in Qatar, Texas, Frankrijk, Assen, Oostenrijk, San Marino, Thailand en Japan. Daarnaast stond hij in vier andere races op het podium. Met 306 punten werd hij gekroond tot kampioen in de klasse. Daarnaast stond Marini op het podium in Duitsland, Tsjechië, Oostenrijk en Thailand, voordat hij in Maleisië zijn eerste Grand Prix-zege boekte. Met 147 punten werd hij zevende in het klassement. VR46 eindigde op de tweede plaats in het teamkampioenschap.
In 2019 stapte Bagnaia over naar de MotoGP en werd hij bij VR46 vervangen door de uit de Moto3 overgekomen Nicolò Bulega, die de teamgenoot van Marini zou worden. Marini behaalde twee overwinningen in Thailand en Japan en behaalde hiernaast nog twee podiumplaatsen. Daarnaast stond hij in Japan tevens op pole position. Met 190 punten werd hij zesde in de eindstand. Bulega kende een moeilijker seizoen, waarin een zevende plaats in Tsjechië zijn beste resultaat was. Met 48 punten eindigde hij als zeventiende in het klassement.
In 2020 vormden Marini en Marco Bezzecchi het rijdersduo van VR46 in de Moto2. Het team kende een succesvol jaar. Marini won drie races in Spanje, San Marino en Catalonië en stond in drie andere races op het podium. Hij was tot de laatste race in de strijd om het kampioenschap, die uiteindelijk werd gewonnen door Enea Bastianini. Marini werd met 196 punten tweede in het kampioenschap. Bezzecchi won twee races in Stiermarken en Europa en behaalde in vijf andere races het podium. Hij werd met 184 punten vierde in het klassement. Vanwege deze resultaten werd VR46 voor het eerst kampioen bij de teams.
In 2021 stapte Marini over naar de MotoGP en werd hij bij VR46 vervangen door Celestino Vietti. Bezzecchi behaalde zes podiumplaatsen, waaronder een overwinning in Stiermarken. Met 214 punten werd hij, achter de dominerende Red Bull KTM Ajo-coureurs Remy Gardner en Raúl Fernández, derde in de eindstand. Vietti eindigde regelmatig in de punten en tegen het einde van het seizoen behaalde hij zijn beste resultaten met vierde plaatsen in Emilia-Romagna en Valencia. Met 89 punten werd hij twaalfde in de eindstand.
In 2022 vormen Vietti en Niccolò Antonelli het rijdersduo van VR46.

### MotoGP
In 2021 debuteerde Luca Marini in de MotoGP bij het team Esponsorama Racing. Dit team had een overeenkomst met VR46; Esponsorama schreef deze motorfiets in als een Italiaans team dat de naam en livery van VR46 gebruikte. Marini kende een rustig debuutseizoen, waarin een vijfde plaats in de regenachtige Grand Prix van Oostenrijk zijn beste resultaat was. Met 41 punten werd hij negentiende in het eindklassement.
In 2022 neemt VR46 als eigen team deel aan de MotoGP, waarbij zij de inschrijving van Esponsorama volledig overnemen. Het team komt uit in de klasse met motoren van Ducati. Lange tijd werd Rossi zelf genoemd als coureur bij het team, maar hij stopte aan het eind van 2021 met racen in de motorsport. In plaats daarvan vormen Luca Marini en Marco Bezzecchi het rijdersduo van het team.